# سیارک ۳۰۵۴
سیارک ۳۰۵۴ (به انگلیسی: 3054 Strugatskia، نامگذاری:1977RE7) سه هزار و پنجاه و چهارمین سیارک کشف شده‌است که در ۱۱ سپتامبر ۱۹۷۷ کشف شد.
قدر مطلق سیارک برابر ۱۱٫۳۰ است.